# 이예찬 (축구 선수)
이예찬(1996년 5월 1일 ~ )은 대한민국의 축구 선수이며 포지션은 윙어와 풀백자리를 소화한다. 현재 천안 시티 FC에서 활약하고 있다.

## 클럽 경력
대신고등학교를 졸업하였지만 대학교 진학과 프로 입단에 모두 실패하자 2015년 K3리그의 포천 시민축구단에 입단하였다. 포천에서의 활약을 바탕으로 2016년 K리그 챌린지의 고양 자이크로 FC에 입단하며 프로 입성에 성공하였다. 같은 해 3월 27일 FC 안양과의 경기에서 프로 데뷔전을 치렀고, 7월 2일 경남 FC와의 경기에선 프로 데뷔골을 기록하였다.
2017년 서울 이랜드로 이적하였다.
2019시즌을 앞두고 목포시청에 입단했다.
2021시즌을 앞두고 K3리그의 천안시 축구단으로 이적했다.